# BioJava
BioJava是在Java平台下的一个开源工程项目，它主要被用以处理生物学数据。它包括序列处理，文件解析，CORBA协同性，DAS，ACeDB的访问，动态程序，和一些简单的统计程序。
BioJava库在日常的生物信息学的自动化处理中很有用处，比如基于matures库，可以开发出用于免费或商务的软件包。